# PlatinumGames
PlatinumGames (プラチナゲームズ株式会社, Purachina Gēmuzu Kabushiki Gaisha) es una empresa desarrolladora de videojuegos japonesa. Fundada en febrero de 2006 por Atsushi Inaba (creador de Viewtiful Joe) y Hideki Kamiya (creador de Devil May Cry), bajo el nombre de SEEDS Inc., tras la disolución de Clover Studio. La empresa mantiene gran parte de la plantilla de Clover Studios, como Shinji Mikami, creador de Resident Evil. En octubre de 2007 la compañía cambió su nombre a PlatinumGames.
En mayo de 2008, la empresa cerró un trato con SEGA, en el cual SEGA se comprometía a publicar cuatro juegos de esta. Los juegos en cuestión fueron Bayonetta, Infinite Space (Star Chasers en el mercado Europeo), MadWorld y Vanquish. Los juegos tuvieron su lanzamiento a lo largo de 2009 y 2010. Debido al éxito que consiguieron los juegos, Sega quiso extender el contrato y publicarles un quinto videojuego, el cual se presentó a principios de 2011, bajo el título de Anarchy Reigns.

## Juegos desarrollados
| Título de Juegos                                   | Distribuidor           | Plataforma                                                                              | Año de lanzamiento                          | Director                      |
| -------------------------------------------------- | ---------------------- | --------------------------------------------------------------------------------------- | ------------------------------------------- | ----------------------------- |
| MadWorld                                           | Sega                   | Wii                                                                                     | 2009                                        | Shigenori Nishikawa           |
| Bayonetta                                          | Sega Nintendo          | PlayStation 3, Xbox 360 Wii U Microsoft Windows Nintendo Switch PlayStation 4, Xbox One | 2009, 2010 2014 2017 2018 2020              | Hideki Kamiya                 |
| Infinite Space                                     | Sega                   | Nintendo DS                                                                             | 2009, 2010                                  | Hifumi Kono                   |
| Vanquish                                           | Sega                   | PlayStation 3, Xbox 360 Microsoft Windows PlayStarion 4, Xbox One                       | 2010 2017 2020                              | Shinji Mikami                 |
| Anarchy Reigns                                     | Sega                   | PlayStation 3, Xbox 360                                                                 | 2012                                        | Masaki Yamanaka               |
| The Wonderful 101                                  | Nintendo PlatinumGames | Wii U Nintendo Switch, PlayStation 4, Microsoft Windows                                 | 2013 2020                                   | Hideki Kamiya                 |
| Metal Gear Rising: Revengeance                     | Konami                 | PlayStation 3, Xbox 360, Microsoft Windows                                              | 2013                                        | Kenji Saito                   |
| The Legend of Korra                                | Activision             | PlayStation 3, PlayStation 4, Xbox 360, Xbox One, Microsoft Windows                     | 2014                                        | Eiro Shirahama                |
| Bayonetta 2                                        | Sega Nintendo          | Wii U Nintendo Switch                                                                   | 2014 2018                                   | Yusuke Hashimoto              |
| Transformers: Devastation                          | Activision             | PlayStation 3, PlayStation 4, Xbox 360, Xbox One, Microsoft Windows                     | 2015                                        | Kenji Saito                   |
| Star Fox Zero                                      | Nintendo               | Wii U                                                                                   | 2016                                        | Yusuke Hashimoto              |
| Star Fox Guard                                     | Nintendo               | Wii U                                                                                   | 2016                                        | Yugo Hayashi                  |
| Teenage Mutant Ninja Turtles: Mutants in Manhattan | Activision             | PlayStation 3, PlayStation 4, Xbox 360, Xbox One, Microsoft Windows                     | 2016                                        | Kenji Saito                   |
| Scalebound                                         | Microsoft              | Xbox One, Microsoft Windows                                                             | 2017 (Cancelado)                            | Hideki Kamiya                 |
| NieR: Automata                                     | Square Enix            | PlayStation 4, Microsoft Windows, Xbox One Nintendo Switch                              | 2017, 2018 (Game of the YoRHa edition) 2022 | Yoko Taro                     |
| Astral Chain                                       | Nintendo               | Nintendo Switch                                                                         | 2019                                        | Takahisa Taura                |
| Babylon's Fall                                     | Square Enix            | PlayStation 4, Microsoft Windows                                                        | 2022                                        | Kenji Saito Takahisa Sugiyama |
| Bayonetta 3                                        | Sega Nintendo          | Nintendo Switch                                                                         | 2022                                        | Yusuke Miyata                 |
| Bayonetta Origins: Cereza and the Lost Demon       | Sega Nintendo          | Nintendo Switch                                                                         | 2023                                        | Noriaki Nango                 |
| Project G.G.                                       | Platinum Games         | A Definir                                                                               | A Definir                                   | Hideki Kamiya                 |